# Stadion na Kalinie
Stadion na Kalinie – nieistniejący już stadion piłkarski w Chorzowie, w Polsce. Istniał od roku 1918 do lat 50. XX wieku. Mógł pomieścić 2000 widzów. Na obiekcie swoje spotkania rozgrywali piłkarze Ruchu Wielkie Hajduki.
Budowę boiska na Kalinie rozpoczęto w 1914 roku, jednak prace zostały przerwane przez I wojnę światową i budowę dokończono w roku 1918. Obiekt otaczał dwumetrowy mur i od początku grali na nim piłkarze Bismarckhütter Ballspiel Clubu. Nawierzchnia boiska była żużlowa i pokryta popiołem (tzw. „hasie” – stąd wzięła się też popularna nazwa obiektu – „hasiok”). W roku 1923 Bismarckhütter Ballspiel Club połączył się z Ruchem Wielkie Hajduki (późniejszy Ruch Chorzów), który został gospodarzem boiska na Kalinie (choć grywał na nim wcześniej, od 1920 roku; innym polem gry na którym Ruch rozgrywał swoje spotkania w tamtym okresie był plac na targowisku pomiędzy dzisiejszymi ulicami Farną i Wrocławską). W 1927 roku niepełnowymiarowe boisko obiektu na Kalinie nie uzyskało licencji na występy w I lidze i do 1930 roku Ruch występował na stadionach 1. FC Katowice, Pogoni Katowice oraz na Górze Redena. W latach 1929–1930 stadion na Kalinie został przebudowany, dzięki czemu Ruch mógł powrócić na swój obiekt. Boisko wciąż było jednak nierówne i sprawiało sporo kłopotów, a część spotkań Ruch nadal rozgrywał na innych arenach. W 1935 roku zespół przeprowadził się na swój nowy stadion przy ulicy Cichej, zainaugurowany 29 września. Na boisku na Kalinie jednak Ruch świętował swoje pierwsze tytuły mistrza Polski (w latach 1933 i 1934, w roku 1935, w którym piłkarze Ruchu także triumfowali w lidze, sezon kończono już na nowym obiekcie). Na Kalinie grano w piłkę jeszcze po II wojnie światowej, a w latach 50. zaczęły w tym miejscu powstawać ogródki działkowe. 18 maja 2006 roku na budynku pobliskiej szkoły odsłonięto uroczyście tablicę pamiątkową przypominającą o dawnym boisku.